# باولو كونزي
باولو كونزي (بالبرتغالية: Paulo Kunze‏) هو سائق سيارة سباق برازيلي، ولد في 1944 في اراراكوارا في البرازيل، وتوفي في 2011.